# Massaguet

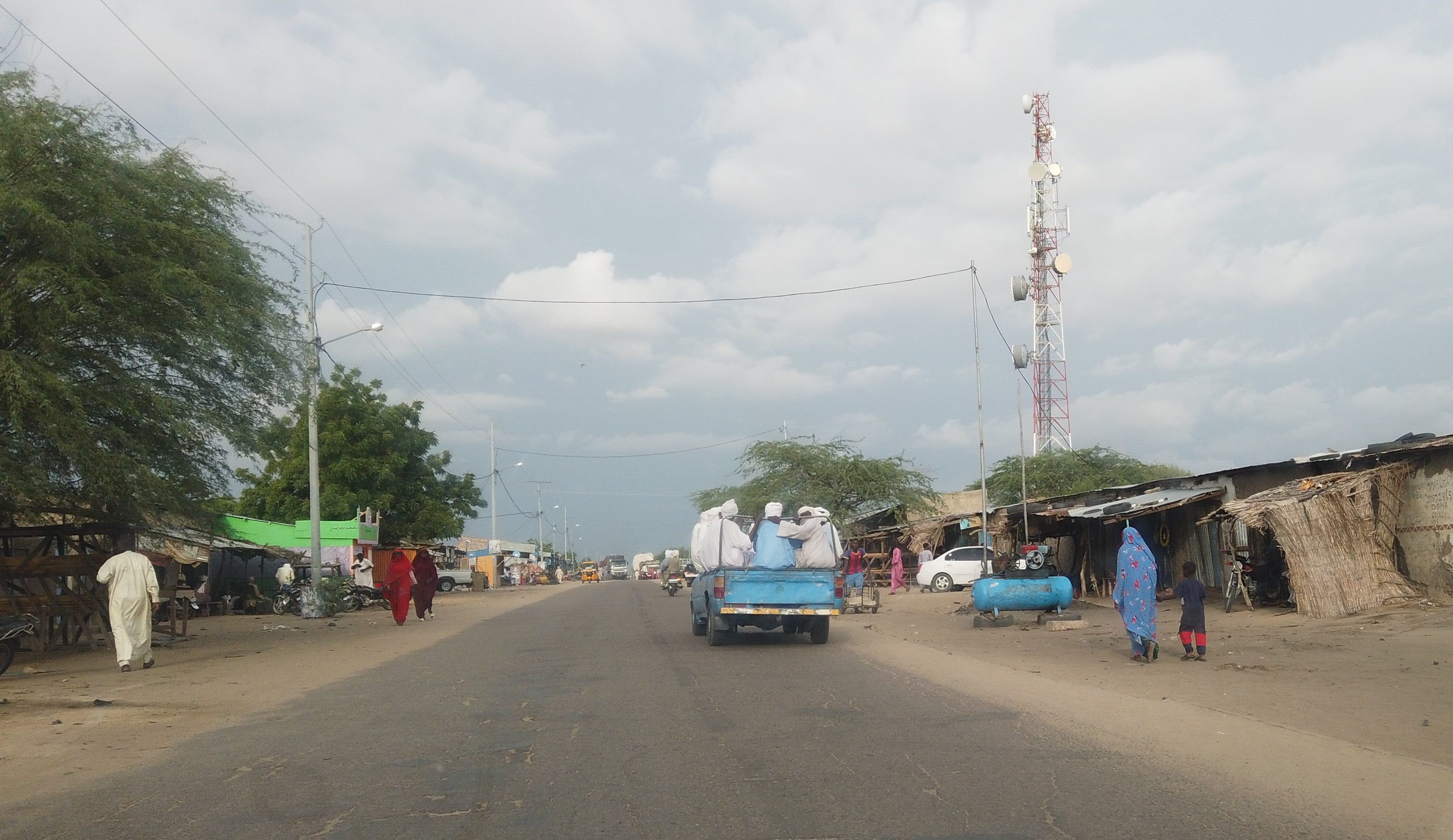
Eingangs der Stadt Massaguet (2022)

Massaguet (arabisch مساقط, DMG Masāqiṭ) ist eine Stadt in der Provinz Hadjer-Lamis im westlichen Tschad. Eine ca. 87 Kilometer lange Schnellstraße, die 1969 fertiggestellt wurde, verbindet Massaguet mit der Hauptstadt N’Djamena.

## Bevölkerung
| Jahr | Einwohner |
| ---- | --------- |
| 1993 | 13.185    |
| 2008 | 18.872    |